# Šeřín
Šeřín (německy Finsterstein) je vrchol v České republice ležící v Krkonoších, cca 4,5 km jihozápadně od Špindlerova mlýna v okrese Semily v Libereckém kraji.

## Poloha
Šeřín je třetím ze šesti vrcholů severojižně orientovaného Žalského hřbetu. Na severu sousedí s Černou skálou a na jihu jej sedlo Rovinka odděluje od Jánského vrchu. Výběžek severozápadně od hlavního vrcholu nese název Janova hora. Vrch se nachází na území Krkonošského národního parku asi 4,5 km jihozápadně od Špindlerova Mlýna.

## Vodstvo
Šeřín se společně s celým Žalským hřbetem nachází na rozvodí Labe a Jizery. Potoky stékající z východního svahu jsou přímo levými přítoky Labe, potoky ze západního svahu se vlévají do Jizerky, která je levým přítokem Jizery.

## Vegetace
Svahy Šeřína jsou z větší části zalesněny. Luční enklávy se nacházejí v okolí horských osad. Jedná se o Janovu Horu na západním, Zákoutí na jihozápadním, Čistá Voda na jihovýchodním a Třídomí na severovýchodním svahu.

## Komunikace
Přes vrchol Šeřína vede v jihoseverním směru červeně značená Bucharova cesta spojující Jilemnici a pramen Labe. Cestu včetně schodů na vrcholové skalisko vybudovala skupina 10 – 12 dělníků během července 1890. Otevření cesty pro veřejnost proběhlo v roce 1893. Místo v poslední zatáčce před vrcholem na trase z Rovinky se nazývá Bergrovo zátiší podle lesního adjunkta, který nedaleko na tehdy holém svahu zahynul pod lavinou. Cesta je vhodná pouze pro pěší, kapacitnější trasy jsou vedeny úbočím hory. Úbočí jsou obsluhovány lesními cestami a účelovými komunikacemi různé kvality.
Nachází se zde i větší množství malých lyžařských vleků a ve východním úbočí i krátká nákladní lanová dráha sloužící k zásobování chaty Bumbálka. Při nepovolené přepravě osob zde v listopadu 2013 došlo k přetržení tažného lana, zřícení přepravní plošiny a k usmrcení jednoho z cestujících.

## Skalní útvar
Na vrcholu Šeřína se nachází mohutný fylitový skalní útvar. Na jeho temeni je zřízeno vyhlídkové místo, ke kterému bylo v červenci 1893 vybudováno schodiště. Tabulka z roku 1875 připomíná mapování panství Harrachů, po pozdější z roku 1924 věnované Aloisu Rašínovi se dochovaly jen stopy.

## Fotogalerie

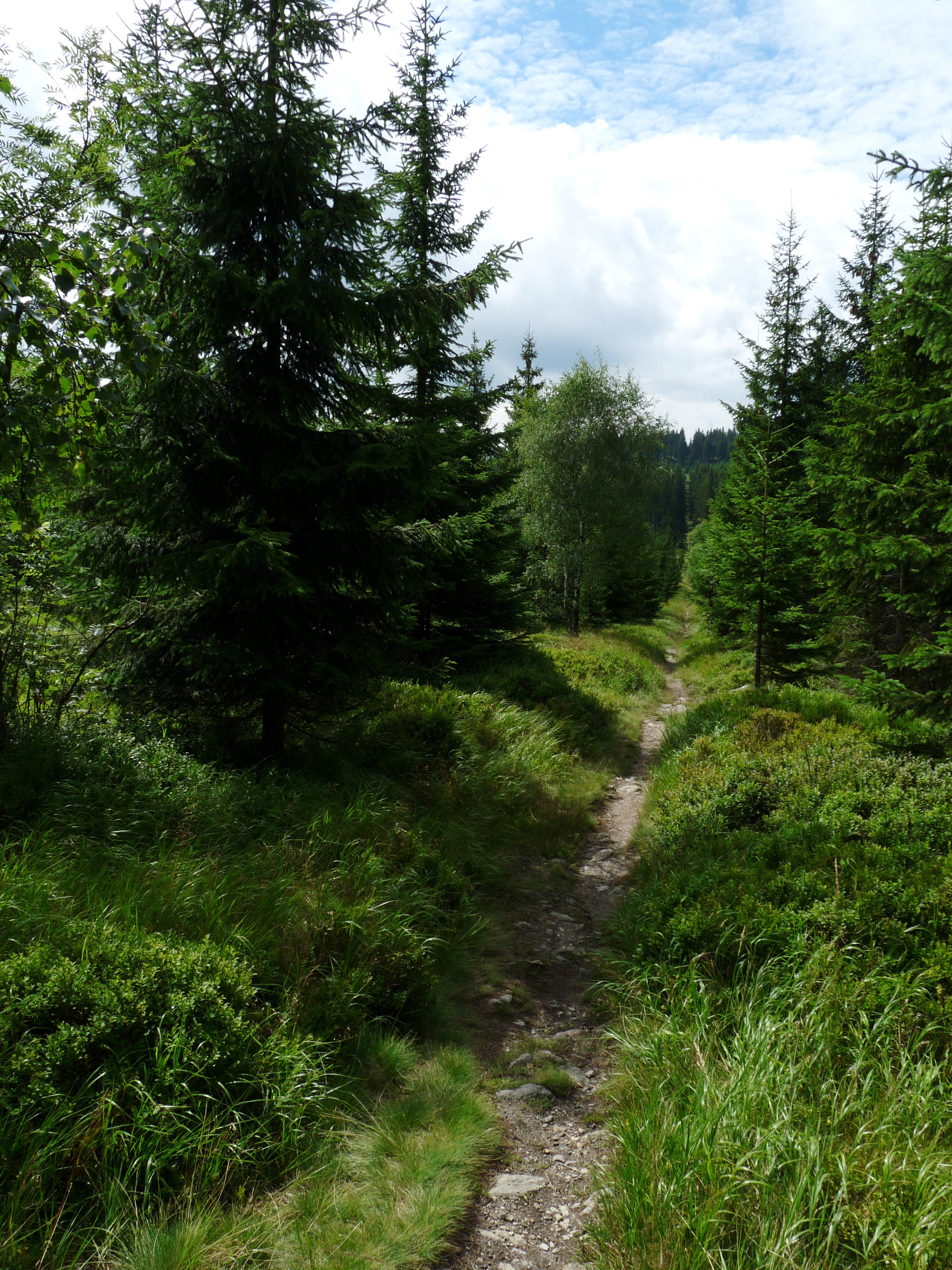
Černá skála-Šeřín, Krkonoše, stezka
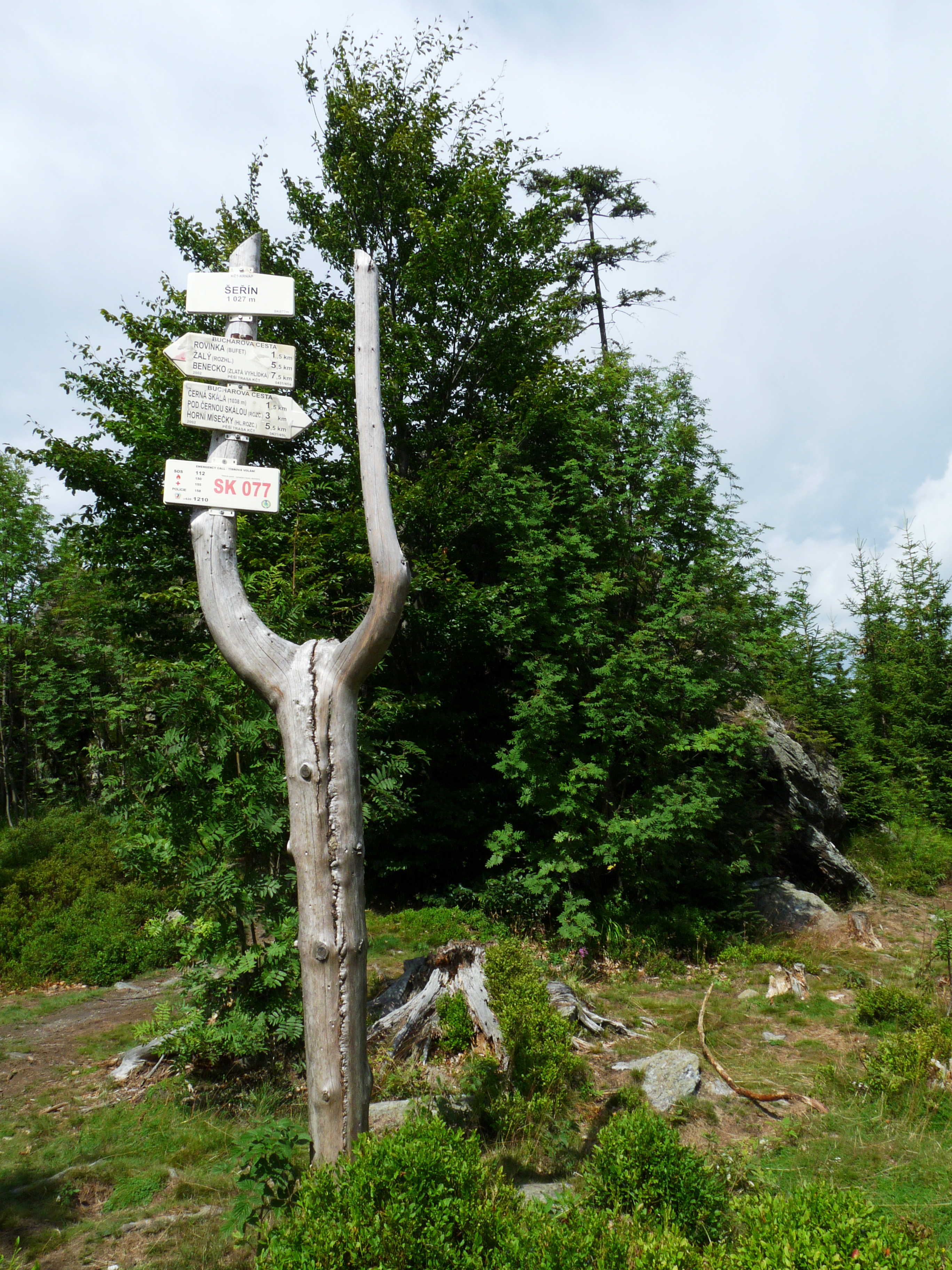
Turistický rozcestník
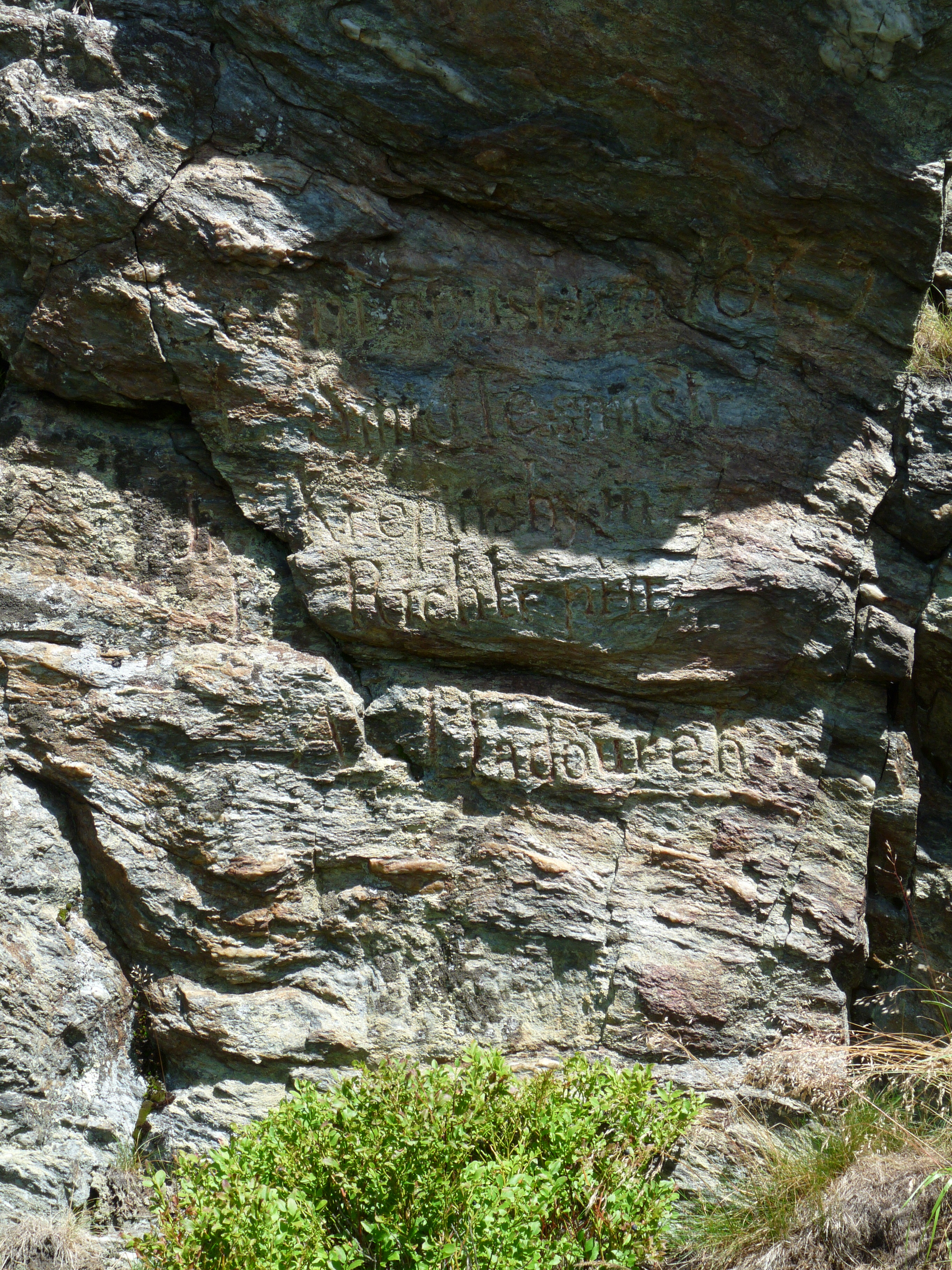
Šeřín, rytina ve skále